# OPhone
OPhone，也稱OMS (Open Mobile System)，是一個智能手機操作系统，基於Android的基礎上改造，為Android的衍生平台。該平台於2007年啟動研發，於2009年8月31日正式發佈。后由中國移動的OPhone軟件開發網絡修改，並進入其中國市場。
OPhone雖然能提供廉價、低價格比的入門級智能手機，但只能使用中國移動当时的TD-SCDMA網路和GSM網絡。同时相比原生Android，Ophone在易用性和用户界面上有着更多的不足。

## 版本歷史
2009年8月，中國移動連續發佈了1.0(基于Android 1.0)和1.5(基于Android 1.5)版本的Ophone SDK供公眾使用。
2010年2月，中國移動發佈了2.0(基于Android 2.1)版本的SDK供公眾使用，加入對Windows Mobile API框架的支援。
2011年春季，OPhone 2.5成功面市，基于Android 2.2。但部分OPhone v2.0机型暂时不能升级至OPhone v2.5。
2012年，OPhone 2.6成功面市，基于Android 2.3.7。但部分OPhone v2.5机型暂时不能升级至OPhone v2.6。
OPhone曾經研發過3.0，但最后没有發布。

## 旗舰产品
- 以下所有手機都沒有內置Google的服務，而且已經停產和停止銷售，但仍可通過淘寶網和百度貼吧等購買二手機。

### 摩托羅拉MT710
- 支持中國移動通信的3G網路(TD-SCDMA)，搭載了OPhone 1.5(可升級至 2.0)，OPhone內置了中國移動的服務菜單、音樂隨身聽、手機導航、號簿管家、139郵箱、飛信、快訊、股票金融、GPS和移動夢網等的中國移動G3手機業務，Ram為256MB。

### 三星Galaxy S(i9008)
- 支持中國移動通信的3G網路(TD-SCDMA)，搭載了OPhone 2.0(可升級至 2.5)，OPhone內置了中國移動的服務菜單、音樂隨身聽、手機導航、號簿管家、139郵箱、飛信、快訊、股票金融、GPS和移動夢網等的中國移動G3手機業務，Ram為512MB，CPU為1.0 GHz Samsung Exynos 3110。

### 聯想O1
- 支援中國移動通訊的3G網路(TD-SCDMA)，搭載了OPhone 2.0(可升級至 2.5)，是聯想的第一款OPhone手機，O1支援TD-SCDMA，GSM以及WIFI，有3.5寸HVGA全觸控高畫質電容式螢幕，624MHz的CPU，標配8G的記憶體，500萬像素和30萬像素雙網路攝影機的設計，CMMB的手機電視。

### HTC Magic(A6188)
- HTC的首款OPhone手機，Magic配备Qualcomm MSM7200A 528MHz的CPU、256MBROM和288MBRAM，1340mAH的電池，116g(含電池)的重量。

### 索尼爱立信A8i
- 索尼愛立信首款支援中國移動TD-SCDMA網路的手機A8i在2010年10月面向中華人民共和國市場發售，有黑色和白色兩種顏色。採用了中國移動的OPhone2.0(可升級至2.5)、3.5英寸觸控式螢幕與CMMB手機電視功能相結合，後置攝影機像素為500萬，A8i同時支援TD-SCDMA網路和WIFI，並內建了移動MM、無線音樂俱樂部、飛信、手機錢包、手機閱讀、139信箱等中國行動應用服務。

### 摩托罗拉MT810
- 該機採用了OPhone2.0，這款中國移動旗艦產品具備WIFI、藍芽、CMMB手機電視、GPS功能，支持720P畫質影像播放，屬於摩托羅拉明系列。

### 摩托羅拉MT620
- 在摩托羅拉的海南三亞新品发布会上，摩托羅拉推出了MT620，摩托羅拉MT620采用了一块3.1英寸的屏幕，支持中國移動通信的3G網路(TD-SCDMA)，搭載了OPhone 2.5(可升級至2.6)，OPhone內置了中國移動的服務菜單、音樂隨身聽、手機導航、號簿管家、139郵箱、飛信、快訊、股票金融、GPS和移動夢網等的中國移動G3手機業務，Ram為512MB，擁有全鍵盤。

### LGGD888
- 是LG首款支援中國移動TD-SCDMA網路的手機，有黑色和白色兩種顏色。採用了中國動移的OPhone1.5(可升級至2.0)、CMMB手機電視功能，後置攝影機像素為500萬，GD888同時支援TD-SCDMA網路和WIFI，並內建了移動MM、無線音樂俱樂部、飛信、手機錢包、手機閱讀、139信箱等中國行動應用服務。

### 摩托羅拉MT716
- 支持中國移動通信的3G網路(TD-SCDMA)，搭載了OPhone 1.5(可升級至 2.0)，OPhone內置了中國移動的服務菜單、音樂隨身聽、手機導航、號簿管家、139郵箱、飛信、快訊、股票金融、GPS和移動夢網等的中國移動G3手機業務，Ram為512MB，擁有全鍵盤。